# George Reindorp
George Edmund Reindorp (* 11. Dezember 1911 in Romford, Essex; † 20. April 1990 in Westminster, Surrey) war ein  britischer anglikanischer Theologe. Er war Bischof von Guildford (1961–1973) und Bischof von Salisbury (1973–1981) in der Church of England.

## Leben
Reindorp wurde als Sohn von Hector William Reindorp (* 1883; † nicht bekannt) und dessen Ehefrau Dora Lucy George (* 1883; † nicht bekannt) geboren. Seine Eltern lebten im Stadtteil Goodmayes in der Gemeinde Ilford in der Grafschaft Essex. Reindorp besuchte die Felsted School und das Trinity College der Universität Cambridge. Am Westcott House Theological College der Universität Cambridge erwarb er 1939 einen Magister-Abschluss im Fach Theologie (MA Cantab.).
1937 wurde er zum Diakon geweiht; 1938 folgte die Priesterweihe. Am Anfang einer Priesterlaufbahn stand von 1937 bis 1939 eine Stelle als Vikar (Curate) an der St Mary Abbots Church in Kensington. Während des Zweiten Weltkrieges leistete er Militärdienst bei der Royal Naval Volunteer Reserve. Von 1938 bis 1946 war er Kaplan (Chaplain) bei der Royal Naval Volunteer Reserve. Von 1940 bis 1942 war er auf dem Panzerkreuzer HMS Birmingham stationiert. Ab 1942 bis 1944 war er in Südafrika in Durban und Simonstown als Schiffskaplan und als Dockyard Chaplain auf den Schiffswerften der Royal Navy verpflichtet.
Nach seinem Ausscheiden aus der Royal Navy war er von 1946 bis 1957 Pfarrer (Vicar) an der St Stephen with St John Church im Londoner Stadtteil Westminster. Von 1957 bis 1961 war er anschließend Pfarrer (Rector) an der St Saviour with All Hallows Church in Southwark; gleichzeitig war er Propst (Provost) an der Southwark Cathedral.
1961 wurde er zum Bischof geweiht. Er war von 1961 bis 1973 Bischof von Guildford; ab 1973 dann Bischof von Salisbury. Zu seinen ersten Amtshandlungen als Bischof von Salisbury gehörte die Beendigung der Amtsbefugnisse von 8 Geistlichen, die entweder geschieden, geschieden und wiederverheiratet oder mit einem Partner verheiratet waren, der früher bereits einmal geschieden worden war. Reindorp nahm dies ohne Anhörung der Betroffenen vor. 1981 ging er in den Ruhestand. Er wurde im Ruhestand 1982 zum ehrenamtlichen Assistenz-Bischof (Honorary Assistant Bishop) der Diözese von London ernannt.
Er war von 1982 bis 1983 für das BBC Radio Religious Department von BBC Radio tätig. Er war dort für das religiöse Kurzprogramm Daily Service verantwortlich; er stellte die Sendungen zusammen und war als Sprecher tätig. Er gestaltete außerdem Morgengottesdienste und produzierte religiöse Sendungen und Programme der BBC.
1965 wurde er Kaplan (Chaplain) des Royal College of General Practitioners. 1961 wurde ihm ehrenhalber vom damaligen Erzbischof von Canterbury der Grad eines Doktor of Divinity (DD) des Lambeth Degree zuerkannt. 1971 erhielt er die Ehrendoktorwürde der Universität Surrey.
Reindorp verfasste mehrere theologische Bücher. Zu seinen Werken zählen unter anderem: What about You? A Plain Statement of the Christian Faith, Its Difficulties and Its Challenge (1956), No Common Task (1957), Putting it Over: Ten Points for Preachers (1961), Over to You. Lectures on Evangelism (1964), The Heart of the Matter (1965) und Preaching Through the Christian Year (1973).

## Mitgliedschaft im House of Lords
Reindorp gehörte in seiner Eigenschaft als Bischof von Guildford und als Bischof von Salisbury von 1970 bis zu seinem Ruhestand 1981 als Geistlicher Lord dem House of Lords offiziell an.

## Familie
Reindorp war zweimal verheiratet. 1943 heiratete er seine erste Ehefrau Alix Violet Edington (1911–1987), eine aus Durban, Provinz Natal, stammende Ärztin mit dem Fachgebiet Chirurgie, die er während seiner Stationierung kennengelernt hatte. Aus der Ehe gingen fünf Kinder hervor; eine Tochter verstarb im Kindesalter. Zwei seiner Söhne, David Reindorp und Julian Reindorp, wurden Priester, wie ihr Vater. Reindorps Tochter Fiona heiratete Baronet Sir Richard Baskerville Mynors. Reindorps jüngster Sohn Richard war Lehrer im Londoner East End, bevor er in den Staatsdienst eintrat.
Nach dem Tod seiner ersten Frau heiratete Reindorp im Januar 1988 in zweiter Ehe Lady Bridget Mullens. Die Trauung wurde von seinem ältesten Sohn Julian vorgenommen. Reindorp starb im Ruhestand drei Jahre nach seiner ersten Frau. Er hatte insgesamt zehn Enkelkinder; seine älteste Enkelin Nicola Reindorp war von 2002 bis 2007 in den Vereinigten Staaten Leiterin (Head) des New Yorker Büros von Oxfam International.